# The Marvel Super-Heroes
The Marvel Super Heroes est une série télévisée d'animation américano-canadienne en 65 épisodes de 22 minutes diffusée du 1er septembre au 1er décembre 1966 en syndication. Elle présente les aventures de cinq super-héros Marvel.
Produite par Grantray-Lawrence Animation et dirigée par Grant Simmons, Ray Patterson et Robert Lawrence, la série comprend trois parties qui durent chacune à peu près sept minutes. Entre ces parties sont intercalées des présentations de deux autres personnages Marvel. Elle fut diffusée sur des chaînes de télévisions locales.
En France, la série fut diffusée dans les années 1960 sur l'ORTF.
Au Québec, elle a été diffusée sous le titre générique Super Héros notamment en 1970 sur Télé-Capitale.
Les personnages, dont les aventures étaient alternativement présentés à l'écran, étaient : Captain America, Hulk (The Incredible Hulk), Iron Man (The Invincible Iron Man), Thor (The Mighty Thor) et Namor (Sub-Mariner).

## Production
Soixante cinq épisodes d'une demi-heure comprenant trois parties de sept minutes furent produits,.
La série, produite en couleur, présentait une animation très limitée car elle consistait à diffuser des images photocopiées de comics. Seules les lèvres étaient animées lors de discussion et parfois, lors de combat un bras ou une jambe. Les histoires étaient des reprises quasi-intégrales de comics de l'âge d'argent des comics et utilisaient, entre autres, des planches de Jack Kirby, Steve Ditko et Don Heck

## Episodes
The Marvel Super Heroes consistait en 5 séries de 13 épisodes chacun.
- Lundi : Captain America
- Mardi : Hulk (The Incredible Hulk)
- Mercredi : The Invincible Iron Man
- Jeudi : Thor (The Mighty Thor)
- Vendredi : Namor, le Prince des mers (Prince Namor the Sub-Mariner)

### Épisodes de The Invincible Iron Man
1. Un double désastre (Double Disaster)
2. La Mort de Tony Stark ! (The Death of Tony Stark)
3. Ultimo (Ultimo)
4. La Vengeance du Mandarin ! (The Mandarin's Revenge)
5. La Dynamo cramoisie ! (Crimson Dynamo)
6. Œil d'aigle entre en action (Enter Hawkeye)
7. Que ma mort soit honorable (If I Die, Let It Be With Honor)
8. L'Homme taupe attaque (The Moleman Strikes)
9. L'Autre Iron Man ! (The Other Iron Man)
10. Le Retour du caméléon ! (Cliffs of Doom)
11. Ma vie ou la tienne (My Life For Yours)
12. Cauchemar (Dream Master)
13. Le Secret de Tony Stark (The Beauty and the Armor)

### Épisodes de Prince Namor the Sub-Mariner
1. Le Début de la quête ! (The Start of the quest!, Escape to Nowhere, A Prince There Was)
2. Mon pouvoirs lui-même ne me sauvera pas (Not All My Power Can Save Me!, When Fails the Quest, The End of the Quest)
3. L'Incompréhension du monde extérieur (To Walk Amongst Men!, When rises the Behemoth, To the Death)
4. Un ennemi dans l'espace (The Thing from Space, No Escape for Namor, A Prince Dies Fighting)
5. Atlantis attaquée, Le Sable de la terreur, Le Triomphe de la justice (Atlantis Under Attack, The Sands of Terror, The Iron Idol of Infamy)
6. Le Docteur malheur (Dr Doom's Day, The Doomed Allegiance, Tug of Death)
7. Namor contre Néron ! (Let the Stranger Die…!, To Destroy a Tyrant, Save a City)
8. Le Mal mystérieux ! (The World Within!, Atlantis is Doomed, Quest for X-Atom)
9. Le Chant de la sirène (Beware the Siren Song, Spell of Lorelei, Return of the Mud Beast)
10. La Planète sans eau (The Planet of Doom, To Test a Prince, To Save a Planet)
11. Le Prince sans couronne (To Conquer a Crown, A Prince No More, He Who Wears the Crown)
12. Atlantis en danger (Ship of Doom, Fall of Atlantis, Forces of Vengeance)
13. L'Étrange Maladie de Namor (Peril in the Surface World, So Spreads the Net, The Unveiling)

## Fiche technique
- Maisons de production : Grantray Lawrence Prod, Krantz Animation
- Producteur exécutif : Stan Lee
- Créateur : Ralph Bakshi, Chuck Harriton d'après les personnages de Stan Lee et Jack Kirby
- Scénarios : Ralph Bakshi, Doug Wildey, Larry Lieber
- Direction artistique : Doug Wildey
- Musiques : Bob Harris, Ray Ellis

## Distribution

### Version originale
- Sandy Becker : Captain America/Steve Rogers[4]
- Peg Dixon : Betty Ross, Pepper Potts, Dame Dorma, Jane Foster, Enchanteresse, Sorcière rouge, Veuve noire, Wasp, Sharon Carter, Peggy Carter, Lorelei, Celia Rawlings, Comtesse de la Spirosa, Hippolyta
- Max Ferguson : Hulk/Bruce Banner[5]
- Paul Soles : Bruce Banner, Attuma, Happy Hogan, Hawkeye, Rick Jones
- John Vernon : Iron Man/Tony Stark[6], Sub-Mariner/Prince Namor[6], Glenn Talbot, Major Corey
- Chris Wiggins : Thor / Dr Donald Blake[7], Œil de faucon, Kraven, Gargouille grise, Byrrah, Balder, Jack Frost, Molto, Professeur X, Comte Nefaria
- Bernard Cowan : Lord Vashti
- Gillie Fenwick : Voix additionnelles

### Version québécoise
- Henri Bergeron : le narrateur
- Ronald France : Steve Rogers / Capitaine América (et divers)
- Ronald France : Dr Bruce Banner (et divers)
- François Cartier : Tony Stark / Iron Man (et divers)
- ? : Thor
- Monique Miller : Wanda / L'Enchanteresse / Linda Potts / Betty Ross / Dorma / Jeanne Foster
- Guy Hoffmann : Prince Namor (et divers)

 Source et légende : version québécoise (VQ) sur Doublage.qc.ca